# Lista över dagstidningar i Storbritannien
Detta är en lista över dagstidningar i Storbritannien. Traditionellt sett har brittiska dagstidningar kunnat delas upp i de mer seriösa broadsheets (så kallade på grund av sin omfattande storlek) som till exempel The Daily Telegraph, och mindre seriösa tabloids som till exempel The Sun, där de senare fokuserat mer på kändisar och kuriosa snarare än politik- och utrikesnyheter.

## Rikstäckande dagstidningar
- Daily Express (grundad 1900)
- Daily Mail (grundad 1896)
- The Daily Mirror (grundad 1903)
- The Daily Sport (grundad 1991)
- Daily Star (grundad 1978)
- The Daily Telegraph (grundad 1855)
- Financial Times (grundad 1888)
- The Guardian (grundad 1821)
- i (grundad 2010)
- The Independent (grundad 1986)
- The Morning Star (grundad 1930)
- The Sun (grundad 1964)
- The Times (grundad 1785)